# Mordellistena praesagita
Mordellistena praesagita is een keversoort uit de familie spartelkevers (Mordellidae). De wetenschappelijke naam van de soort is voor het eerst geldig gepubliceerd in 1988 door Kangas.